# 不確実性

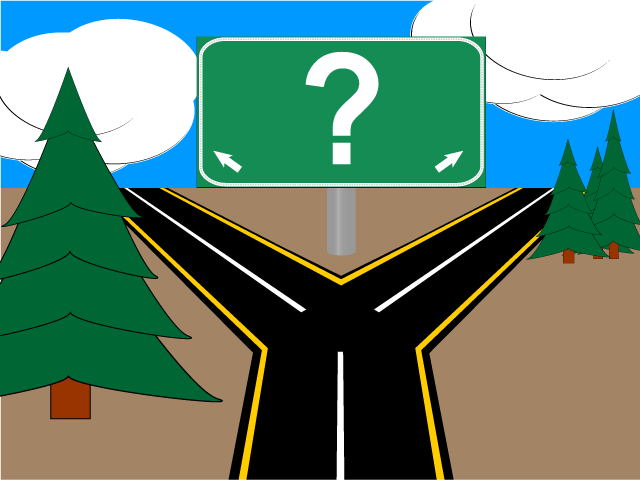
可能な各選択の結果が不確かなときに決定を行わなければならない状況がしばしば発生する。

不確実性（ふかくじつせい、Uncertainty）とは、話題の事象が確実でないことを指す概念。不完全または不明な情報を含む認識論的状況を指す。日本語としては主に経済学分野で使われ、1978年にジョン・ケネス・ガルブレイスの著書のタイトルを『不確実性の時代』と訳したことから広まった。同じ言葉(uncertainty)を物理学の量子論では「不確定性」、工学における測定の分野では「不確かさ」と訳す場合が多い。本項は経済学分野での意味を記す。 
今後起きる事象に伴う危険（リスク）と同義で使用される場合が多いが、生起確率すら計算できない場合についてのみ指す場合もある。フランク・ナイトやジョン・メイナード・ケインズらは、後者の意味で不確実性を用いた。 
ケインズは、厳密な数学的期待値を計算する基礎がないために、将来を左右する人間の決意は、そのような期待値にではなく、自生的な楽観に依存すると述べ、資本の限界効率がそのような不安定な基礎の上に立っていることから来る投資の不足を問題視した。
これは、将来のイベントの予測、すでに行われた物理的測定、または未知のものに適用される。不確実性は、部分的に観察可能なおよび/または確率的な環境で発生するだけでなく、無知、怠惰、またはその両方によって発生する。それは、保険、哲学、物理学、統計学、経済学、金融、心理学、社会学、工学、計測学、気象学、生態学、情報科学など、さまざまな分野で発生する。 

## コンセプト
これらの用語は一般の人々の間でさまざまな方法で使用されているが、意思決定理論、統計、その他の定量的分野の専門家の多くは、不確実性、リスク、およびそれらの測定を次のように定義している。 
不確実性
確実性の欠如、現在の状態、将来の結果、または複数の考えられる結果を正確に説明することが不可能な限られた知識の状態。
不確実性の測定
可能な状態または結果のそれぞれに確率が割り当てられている、可能な状態または結果のセット–これには、連続変数への確率密度関数の適用も含まれる。
二次不確実性
統計学と経済学では、2次不確実性は、（1次）確率に対する確率密度関数で表される。
主観的論理意見には、この種の不確実性がある。
危険
一部の起こり得る結果が望ましくない影響または重大な損失をもたらす不確実な状態。
リスクの測定
いくつかの可能な結果が損失である測定された不確実性のセット、およびそれらの損失の大きさ–これには、連続変数に対する損失関数も含まれる。
ナイトの不確実性
経済学では、1921年にフランク・ナイトが確率によって予測できる「リスク」と、確率的事象ではない「不確実性」とを明確に区別し、「ナイトの不確実性」と呼ばれる概念を構築した。

## 不確実性とリスクの違い
一般に、過去のデータなどを用いて将来起こることが予測されている場合には、リスクという用語が使用される。一方、何が起こるのかさえ予測できない場合には、不確実性という用語が使用される。なお、数学の分野では、不確実性を確率論として扱い、不確実性とリスクを区別していない（確率を参照）。
また、「危険」という用語は、危ないことそれ自体とリスクの二つの意味を含んでいる。したがって、危険とリスクは、同義ではない。
不確実性
発生確率が不明で計算できない。
リスク
何が起こるかと、発生確率が分かっている。金融工学でヘッジできる。
不確実性と決定のその他の分類法には、より広い不確実性の感覚と、それを倫理の観点からどのように対処すべきかが含まれる：
たとえば、明日雨が降るかどうか分からない場合は、不安な状況である。可能性のある結果に確率が天気予報またはキャリブレーションされた確率評価だけを使用して適用される場合、不確実性は定量化されている。それが日光の確率90％として定量化されているとする。明日予定されている大規模で費用のかかる屋外イベントがある場合、10％の確率で雨が降る可能性があるため、リスクがあり、雨は望ましくない。さらに、これがビジネスイベントであり、雨が降った場合に100,000ドルが失われる場合、リスクは定量化されている（10％の確率で100,000ドルを失う）。これらの状況は、小雨対大雨、遅延のコスト対完全なキャンセルなどを定量化することにより、さらに現実的にすることができる。
この例のリスクは、「予想機会損失」（EOL）または損失の可能性に損失額を掛けたもの（10％×$100,000=$10,000）で表される場合がある。これは、イベントの主催者が「リスク中立」であり、ほとんどの人がそうではない場合に役立つ。ほとんどは、損失を回避するために保険料を支払う用意がある。たとえば、保険会社は、EOLを保険適用範囲の最小値として計算し、他の運用コストと利益に追加する。多くの人々が多くの理由で保険を購入することをいとわないので、明らかに、EOLだけではリスクを回避することの認識された価値ではない。 
不確実性とリスクという用語の量的使用は、確率理論、保険数理科学、情報理論などの分野からかなり一貫している。確実性やリスクの定義を大幅に変更せずに新しい用語を作成する人もいる。たとえば、驚きは、情報理論で時々使用される不確実性のバリエーションである。しかし、この用語のより数学的な用法以外では、用法は大きく異なる場合がある。認知心理学では、不確実性は現実のものである場合もあれば、期待や脅威などの単なる認識の問題である場合もある。 
あいまいさは、アナリストが「平均的な身長の人」などの2つの異なるクラスを明確に区別できない不確実性の一形態である。そして「背の高い人」。このあいまいさの形は、ザデーのファジーロジックまたは主観的ロジックのバリエーションによってモデル化できる。 
あいまいさは不確実性の一種であり、起こりうる結果でも不明確な意味と解釈がある。あいまいさは通常、複数のアナリストまたはオブザーバーが同じステートメントの異なる解釈を持っている状況で発生する。
不確実性は、入手可能な事実に関する知識の欠如の結果である可能性がある。つまり、新しいロケットの設計が機能するかどうかについて不確実性があるかもしれないが、この不確実性はさらなる分析と実験で取り除くことができる。 
原子レベルでは、不確実性は宇宙の根本的かつ避けられない特性であるかもしれない。量子力学では、ハイゼンベルクの不確定性原理により、観測者が粒子の位置と速度について知ることができる量に制限が課される。これは、入手できる可能性のある事実を知らないだけでなく、発見できる事実がないことを示している可能性がある。そのような不確実性が自然の還元不可能な特性であるかどうか、またはハイゼンベルクの不確実性の原理が許可するよりもさらに正確に粒子の状態を記述する「隠された変数」があるかどうかに関して、物理学にはいくつかの論争がある。

## 市場経済
中野剛志は、産業の発展にはボラティリティ（変動幅）の低さが必要であると述べている。変動が大きい場合、活力があり、秩序や安定は硬直的であり停滞しているというイメージをもっている人が多い。しかし、中野は、それは間違いだと指摘している。たしかに、不確実性には、イノベーションを生むという側面がある。しかし、不確実性を有しているイノベーションは、結果が予測できないため、投資は成り立たない。したがって、イノベーションが発生するのは、むしろ不確実性が低い場合であるとしている。また、現代経済学のモデルは、不確実性を取り入れたと言われているが、実際に取り入れられているのは、不確実性ではなくリスクであるとしている。
堂目卓生は、「市場競争では不確実性のため、運が大きく影響する。運によって最初に勝利した者が有利となり、他者との差を広げながら勝ち続ける状況が生じる。その結果、多くの参加者にとって公平性に欠けるため、手段を選らばなくなってしまう。市場競争が完全な倫理と両立することは困難であるが、根底にある倫理的問題から目を背けず、弊害を最小限に抑える方法を探し続けるべきである」と指摘している。

## 測定
測定の不確かさを計算するために最も一般的に使用される手順は、ISOが発行した「測定における不確かさの表現ガイド」（GUM）に記載されている。たとえば、米国国立標準技術研究所（NIST）のテクニカルノート1297、「NIST測定結果の不確かさの評価と表現に関するガイドライン」、およびEurachem/Citacの出版物「Quantifying Uncertainty in Analytical Measurement」などである。測定結果の不確かさは、一般的にいくつかの要素で構成されている。コンポーネントは確率変数と見なされ、それらの数値を推定するために使用される方法に従って、2つのカテゴリにグループ化できる。 
- タイプA、統計的手法で評価されたもの
- タイプB、確率分布を割り当てるなど、他の方法で評価されたタイプ

コンポーネントを測定結果に関連付ける関数を介してコンポーネントの分散を伝播することにより、結合された測定の不確実性は、結果として生じる分散の平方根として与えられる。最も単純な形式は、繰り返し観測の標準偏差である。 
計量学、物理学、工学では、測定の不確実性または誤差の範囲は、明示的に述べられている場合、真の値を囲む可能性が高い値の範囲によって与えられる。これは、グラフ上のエラーバー、または次の表記で示される。
- 測定値±不確かさ
- 測定値+不確かさ
−不確かさ
- 測定値（不確かさ）

最後の表記では、括弧は±表記の簡潔な表記である。例えば、科学的または工学的応用においてメートルの適用は10.5 mと書くことができる10.5 mまたは10.50 m、慣例により、10分の1メートルまたは100分の1以内の精度を意味する。精度は最後の桁で対称である。この場合、それは10分の1、10分の1である。したがって、10.5は10.45と10.55の間を意味する。したがって、10.5は10.5±0.05を意味し、10.50は10.50±0.005を意味し、それぞれ10.50(5)および10.500(5)と表記されていることがわかる。ただし、精度が10分の2以内の場合、不確実性は±1/10であり、明示する必要がある10.5±0.1および10.50±0.01または10.5(1)および10.50(1)。括弧内の数字は、それ自体の左側の数字に適用され、その数字の一部ではなく、不確実性の表記の一部である。それらは最下位桁に適用される。たとえば、1.00794(7)は1.00794±0.00007を1.00794(72)、1.00794(72)は1.00794±0.00072を表す。この簡潔な表記は、たとえば元素の原子質量を示す際にIUPACによって使用される。 
真ん中の表記は、エラーが値に関して対称的でない場合に使用される-たとえば3.4+0.3
−0.2。これは、たとえば対数目盛を使用しているときに発生する可能性がある。 
測定値の不確かさは、測定を繰り返して値の標準偏差の推定値に到達することによって決定できる。その場合、単一の値には、標準偏差に等しい不確実性がある。ただし、値が平均化されている場合、平均測定値の不確かさははるかに小さく、平均の標準誤差は標準偏差を測定数の平方根で割ったものである。ただし、この手順では系統誤差を無視する。
不確かさが測定の標準誤差を表す場合、時間の約68.3％で、測定された量の真の値は、指定された不確かさの範囲内にある。たとえば、原子の質量による要素のリストに記載されている原子質量値の31.7％の場合、真の値は指定された範囲外にある可能性がある。間隔の幅が2倍の場合、おそらく真の値の4.6％だけが2倍の間隔の外にあり、幅が3倍の場合、おそらく0.3％だけが外にある。これらの値は、正規分布のプロパティに基づいており、測定プロセスが正規分布エラーを生成する場合にのみ適用される。その場合、引用された標準誤差は、68.3％（「1シグマ」）、95.4％（「2シグマ」）、または99.7％（「3シグマ」）信頼区間に簡単に変換される。
この文脈では、不確かさは測定機器の正確度と精度の両方に依存する。機器の精度と精度が低いほど、測定の不確かさが大きくなる。精度は、多くの場合、特定の値の繰り返し測定の標準偏差として決定される。つまり、測定の不確実性を評価するために上記と同じ方法を使用する。ただし、この方法が正しいのは、機器が正確な場合のみである。不正確である場合、不確実性は反復測定の標準偏差よりも大きく、不確実性が機器の精度だけに依存していないことは明らかである。

## メディア
科学、および科学全般の不確実性は、科学界とは異なる公共の領域で解釈が異なる場合がある。これは、一部には一般の聴衆の多様性と、科学者が一般の聴衆を誤解し、したがってアイデアを明確かつ効果的に伝達しない傾向があるためである。一例は、情報不足モデルによって説明される。また、公共の領域では、多くの場合、単一のトピックに関する入力を与える多くの科学的な声がある。たとえば、公共圏での問題の報告方法によっては、方法論の違いによる複数の科学研究の結果の不一致は、実際にはコンセンサスが存在する状況でのコンセンサスの欠如として一般市民によって解釈される可能性がある。科学的な不確実性が特定の目標を達成するために管理されるかもしれないので、この解釈は意図的に促進されたかもしれない。たとえば、気候変動の否定論者はフランク・ルンツの助言をもとに、地球温暖化を科学的な不確実性の問題として扱い、これはジャーナリストが問題を報告するときに使用した紛争フレームの前兆だった。
「不確定性は、システムとその相互作用のすべてのパラメーターが完全にわかっているわけではない状況に当てはまると大まかに言えるが、無知は、何がわからないのかわからない状況を指す。」科学に存在するこれらの未知数、不確定性と無知は、問題をより扱いやすくするために一般に報告されると不確実性に「変換」されることがよくある。逆に、不確実性は一般的に無知と解釈される。不確定性と無知性の不確実性への変換は、不確実性を無知と誤解する国民の誤解に関連している可能性がある。 
ジャーナリストは不確実性を膨らませたり（科学を実際よりも不確かに見せたり）、軽視した不確実性（科学を実際よりも確かに見せかけたり）を軽視したりする。ジャーナリストが不確実性を膨らませる1つの方法は、変化の背景を提供せずに過去の研究と矛盾する新しい研究を説明することである。ジャーナリストは、問題に関する科学的コンセンサスの状態を適切に説明または説明せずに、少数派の見解を持つ科学者に多数派の見解を持つ科学者と同じ重みを与えることができる。同じように、ジャーナリストは非科学者に科学者と同じ量の注意と重要性を与えるかもしれない。  
ジャーナリストは、「科学者の慎重に選択された暫定的な表現を排除し、これらの警告を失うことにより、情報が歪んで、実際よりも確実で決定的なものとして提示される」ことにより、不確実性を軽視する場合がある。また、単一のソースのあるストーリー、または以前の研究のコンテキストがないストーリーは、目前の主題が実際よりも決定的で確実なものとして提示されることを意味する。科学ジャーナリズムには、不確実性の軽視を助長する「プロダクトオーバープロセス」アプローチがよくある。最後に、特にこの調査では、科学が勝利の探求としてジャーナリストに囲まれている場合、不確実性は誤って「削減可能で解決可能」と見なされる。  
一部のメディアルーチンおよび組織的要因は、不確実性の誇張に影響する。他のメディアルーチンおよび組織的要因は、問題の確実性を膨らませるのに役立つ。一般市民（米国内）は一般的に科学者を信頼しているため、科学記事が特別利益団体（宗教団体、環境団体、政治派など）からの警報を発することなくカバーされる場合、ビジネス関連の意味でカバーされることがよくある。経済発展の枠組みや社会の進歩の枠組みの中で。これらの枠組みの性質は不確実性を軽視または排除することであるため、米国の植物バイオテクノロジーおよびナノテクノロジーのカバレッジで起こったように、経済的および科学的約束が問題サイクルの早い段階に集中している場合、問題はより決定的である。  
時には、株主、所有者、または広告が科学的問題のビジネス面を宣伝するようメディア組織に圧力をかけるため、ビジネスの利益を損なう可能性のある不確実性の主張は軽視または排除される。

## 用途
- 不確実性は、ゲームに組み込まれている。特にギャンブルでは、チャンスが中心である。
- 科学的モデリングでは、将来のイベントの予測は一連の期待値を持つと理解されるべきである。
- 最適化では、不確実性により、ユーザーが最適化手順の最終結果を完全に制御できない状況を説明できる。 
  - 天気予報では、現在、天気予報に不確実性の程度に関するデータを含めることが一般的である。
- 不確実性またはエラーは、科学および工学表記で使用される。数値は、有効数字と呼ばれる、物理的に意味のある数字でのみ表現する必要がある。不確かさは、距離、温度などのすべての測定に関係する。その程度は、測定に使用する機器または手法によって異なる。同様に、不確実性は計算を通じて伝播されるため、計算値には、測定値の不確実性と計算で使用される方程式に応じて、ある程度の不確実性がある。[21]
- 物理学では、ハイゼンベルクの不確定性原理が現代の量子力学の基礎を形成している。
- 計測学では、測定の不確実性は、測定結果に合理的に起因すると考えられる分散を定量化する中心的な概念である。このような不確実性は、測定誤差とも呼ばれる。日常生活では、測定の不確実性はしばしば暗示的である（「彼は6フィートの高さである」を与えるか数インチあげる）。多くの測定機器（スケール、オシロスコープ、フォースゲージ、定規、温度計など）の予想される測定の不確かさは、多くの場合、製造元の仕様に記載されている。
- エンジニアリングでは、材料モデリングの検証および検証のコンテキストで不確実性を使用できる。[22]
- 不確実性は、テーマデバイス（たとえば、ハムレットの優柔不断を参照）として、またアーティストにとっての難題（たとえば、アートワークを決定する際のマーティンクリードの難しさなど）の両方で、アートの共通テーマである。
- 不確実性は経済学において重要な要素である。エコノミストのフランクナイトによれば、リスクとは異なる。つまり、各フェアに特定の確率が割り当てられる（公正なコインを弾くときなど）。ナイトの不確実性には、確率が不明な状況が含まれる。
- 株式市場などの金融市場への投資には、稀ではあるが壊滅的なイベントの可能性が不明な場合、ナイトの不確実性が伴う。

## 哲学
西洋哲学では、不確実性を受け入れた最初の哲学者はピューリョであり、哲学懐疑論の最初の学校であるピュロニズムとアカデミック懐疑論のヘレニズム哲学をもたらした。アポリアとアカタレプシーは、不確実性に関する古代ギリシャの哲学の重要な概念を表している。 